# Seznam romunskih hokejistov na ledu
Seznam romunskih hokejistov na ledu.

## A
- Jozsef Adorjan
- Istvan Antal
- Zsombor Antal

## B
- Lorand Balint
- Tibor Basilidesz
- Laszlo Basilidesz
- Attila Borcos

## C
- Adrian Catrinoi

## E
- Levente Elekes

## F
- Botond Flinta
- Cosmin Flueras
- Robert Fülöp
- Rajmond Fülöp

## G
- Mihai Georgescu
- Catalin Geru
- Attila Goga

## H
- Levente Hozo

## K
- Attila Kanya
- Endre Kosa

## L
- Attila Laczko
- Levente Löritz
- Razvan Lupascu

## M
- Ede Mihaly
- Ervin Moldovan
- Szabolcs Molnar
- Cristian Munteanu

## N
- Viorel Nicolescu

## P
- Szabolcs Papp
- Tivadar Petres

## S
- Stelian Sarbulescu
- Mihai Stoiculescu
- Istvan Szabo
- Szabolcs Szöcs

## T
- Ioan Timaru
- Doru Tureanu

## V
- Laszlo Vargyas

## Z
- Istvan Zoltan
- Levente Zsok